# Olympische Winterspiele 2018/Teilnehmer (Singapur)
| Gelbes Symbol für Goldmedaillen mit stilisierten Olympischen Ringen | Graues Symbol für Silbermedaillen mit stilisierten Olympischen Ringen | Braundes Symbol für Bronzemedaillen mit stilisierten Olympischen Ringen |
| ------------------------------------------------------------------- | --------------------------------------------------------------------- | ----------------------------------------------------------------------- |
| —                                                                   | —                                                                     | —                                                                       |

Bei den Olympischen Winterspielen 2018 nahm Singapur mit einer Athletin im Shorttrack teil. Cheyenne Goh, die bei der Eröffnungsfeier auch als Fahnenträgerin fungierte, startete über die Strecke von 1500 Metern. Es war die erste Teilnahme Singapurs bei Olympischen Winterspielen. Als Chef de Mission fungierte die ehemalige Tischtennisspielerin Tan Paey Fern.

## Teilnehmer nach Sportarten

### Shorttrack
| Athlet       | Wettbewerb | Vorlauf      | Vorlauf | Halbfinale    | Halbfinale    | Finale        | Finale        | Rang |
| Athlet       | Wettbewerb | Zeit         | Rang    | Zeit          | Rang          | Zeit          | Rang          | Rang |
| ------------ | ---------- | ------------ | ------- | ------------- | ------------- | ------------- | ------------- | ---- |
| Frauen       |            |              |         |               |               |               |               |      |
| Cheyenne Goh | 1500 m     | 2:36,971 min | 5       | ausgeschieden | ausgeschieden | ausgeschieden | ausgeschieden | 28   |